# Grunddragen i kritiken av den politiska ekonomin

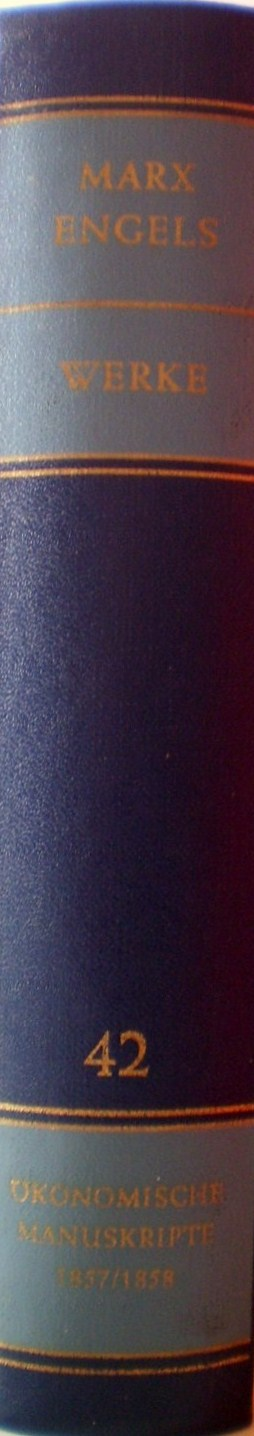
Grundrisse i MEW 42

Grunddragen i kritiken av den politiska ekonomin (tyska: Grundrisse der Kritik der politischen Ökonomie) eller Grundrisse som det också brukar kallas är ett längre manuskript skrivet av Karl Marx. Manuskriptet är en sammanställning av de ekonomikritiska anteckningar Marx gjorde mellan augusti 1857 och mars 1858. Verket publicerades för första gången i sin helhet 1939–1941, medan inledningen gavs ut 1898.
Grundrisse (inklusive inledningen) upptar sidorna 19–768 i 42:a bandet av Marx-Engels-Werke (MEW). Då Grundrisse enbart är ett manuskript och aldrig av Marx ämnat att bli publicerat saknas egentlig kapitelindelning, men utgivarna (Marx–Engels–Lenin-institutet vid Sovjetunionens kommunistiska partis centralkommitté och motsvarande institut vid Tysklands socialistiska enhetspartis centralkommitté) har försett texten med rubriker på olika nivåer. Huvudrubrikerna är endast tre:
1. Inledning (Produktion, konsumtion, distribution, utbyte (cirkulation)) (sidan 19),
2. Kapitlet om penningen (sidan 49) och
3. Kapitlet om kapitalet (sidan 165).

Varje huvudrubrik är indelad under flera underrubriker.
Texten är en av föregångarna till Marx livsverk och obestridbart hans magnus opus Kapitalet Kritik av den politiska ekonomin.

## Innehåll

### Inledning
I Inledningen beskriver Marx sin vetenskapliga metod. Här poängterar han att forskningsprocessen utgår från den konkreta, sammansatta och kaotiska verkligheten. Ur den abstraherar han fram alltmer enkla och grundläggande begrepp. I framställningen av sin ekonomiska teori går han motsatt väg och börjar med de mest abstrakta begreppen, för att successivt bygga på dem med fler bestämningar. I slutändan kommer han fram till en beskrivning av den konkreta verkligheten, men nu är den inte längre kaotisk, utan en totalitet av bestämningar och relationer.

### Kapitlet om penningen
Huvudtexten i Grundrisse börjar, i enlighet med de principer som Marx lade fast i inledningen, med det mest abstrakta begreppen. I Grundrisse är detta penningen, till skillnad från i Kapitalet där Marx börjar med en analys av varan.
Marx menar att värdet (bytesvärdet) på en vara bestäms av den arbetstid som är nedlagd i den. Priset är bytesvärdet uttryckt i pengar. Marknadsvärdet (priset) på en vara kan dock skilja sig från bytesvärdet, som bara är ett genomsnittsvärde. Detta säger han i polemik mot proudhouisten Alfred Darimon som vill ersätta pengar med arbetstidskuponger. Marx menar att arbetstiden som värdemått bara existerar ideellt, och inte kan tjäna som material för jämförelsen mellan priser.
Penningen är hos Marx en allmän ekvivalent, med vilken alla varor kan mäta sig. Enligt Marx är penningen den sociala existensformen hos varan som bytesvärde. Så länge bytesvärdet är varans samhälleliga form är det således omöjligt att upphäva penningen.
Penningen har flera olika egenskaper. De är varuutbytets mått, bytesmedel, varornas representant och allmän vara jämte de särskilda varorna. Penningen beskrivs vidare som kapitalets ständigt giltiga framträdelseform.
I princip kan vilken vara som helst ta rollen som allmän ekvivalent, men av praktiska skäl brukar metaller, främst guld och silver, få tjänstgöra som penning.

## Utgivning på svenska
Ett utdrag ur Grundrisse motsvarande ungefär en fjärdedel av texten utgavs i svensk översättning 1971. För såväl översättning som urval stod Sven-Eric Liedman. Året dessförinnan hade ett kortare utdrag publicerats under namnet Om förkapitalistiska produktionssätt. Denna utgåva har dock kritiserats för allvarliga brister i själva översättningen som kritikerna menar förvränger betydelsen av vissa passager jämfört med originalet.